# 짜오 똠
짜오 똠(베트남어: chạo tôm)은 베트남의 새우 요리이다. 새우살을 돼지고기 연육, 파, 마늘 등과 함께 갈아서, 사탕수수 속대에 감아 튀기거나 구워 만든다.